# Ralph Tschudi
Ralph Tschudi (Oslo, 26 de febrer de 1890 - Oslo, 11 d'octubre de 1974) va ser un regatista noruec que va competir a començaments del segle xx.
El 1920 va prendre part en els Jocs Olímpics d'Anvers, on va guanyar la medalla de plata en els 8 metres (1919 rating) del programa de vela, a bord del Lyn-2.